# Aschersleben-Staßfurt
Aschersleben-Staßfurt là một huyện cũ ở Saxony-Anhalt, Đức cho đến năm 2007. Các huyện giáp ranh (từ đông bắc theo chiều kim đồng hồ) là: Schönebeck, Bernburg, Mansfelder Land, Quedlinburg và Bördekreis.

## Lịch sử
Hai huyện Aschersleben và Staßfurt được sáp nhập năm 1994 để lập huyện mới Aschersleben-Staßfurt. Trong cuộc cải tổ huyện của Sachsen-Anhalt năm 2007, huyện bị giải thể và khu vực này ngày nay thuộc huyện Salzlandkreis ngoại trừ Falkenstein nay thuộc huyện Harz.

## Các thị xã và đô thị
| Thị xã         | Verwaltungsgemeinschaften |
| -------------- | --- |
| 1. Falkenstein | 1. Aschersleben-Land (bao gồm cả thị xã Aschersleben) 2. Egelner Mulde (bao gồm cả thị xã Egeln) 3. Hecklingen (bao gồm cả thị xã Hecklingen) 4. Seeland (bao gồm cả thị xã Hoym) 5. Staßfurt (bao gồm cả thị xã Staßfurt) |